# Hausen am Albis
Hausen am Albis és un municipi del cantó de Zúric (Suïssa), situat al districte d'Affoltern.